# Cynanchum wallichii
Cynanchum wallichii là một loài thực vật có hoa trong họ La bố ma. Loài này được Wight mô tả khoa học đầu tiên năm 1834.